# Friedrich Herlin
Pour les articles homonymes, voir Herlin.
Friedrich Herlin (né en 1430 ou 1435 à Nördlingen, mort vers 1500) est un peintre bavarois du Moyen Âge.

## Biographie
Herlin a surtout exercé ses activités à Rothenburg ob der Tauber où l'on peut admirer son chef-d'œuvre, le Retable des douze apôtres, au-dessus du maître-autel de l'église Saint-Jacques (1466). On lui doit aussi un retable sur la Vie du Christ et l'Adoration des mages (Bopfingen, 1472) et un triptyque représentant une Madone, saint Luc et sainte Marguerite (Nördlingen, 1488). Toutes ces œuvres portent sa signature.
Herlin apparaît aujourd'hui comme le successeur de Rogier De le Pasture mais son style ne parvint pas à un mode d'expression personnel. Il n'y a aucune certitude qu'Herlin ait travaillé aux Pays-Bas, mais il a probablement suivi un apprentissage semblable à celui de Martin Schöngauer et Hans Holbein l'Ancien, qui ont étudié dans l'école de De le Pasture. Le retable Rothenburg montre des groupes et des figures, des mouvements et des draperies qui semblent copiés de ceux de De le Pasture ou des disciples de Hans Memling. La Madone de 1488 présente des caractéristiques semblables avec quelques nuances dues au contact avec des peintres contemporains de Souabe
Herlin n'a pas le génie de Martin Schongauer. Il n'a pas la délicatesse des disciples de Quentin Matsys mais il a probablement contribué au développement de l'art en Souabe.

## Œuvres
- Retable des douze apôtres, avec la Circoncision, retable du maître-autel de l'église Saint-Jacques (1466)
- Vie du Christ et Adoration des mages, Bopfingen (1472)
- Triptyque représentant une Madone, saint Luc et sainte Marguerite, Nördlingen (1488).

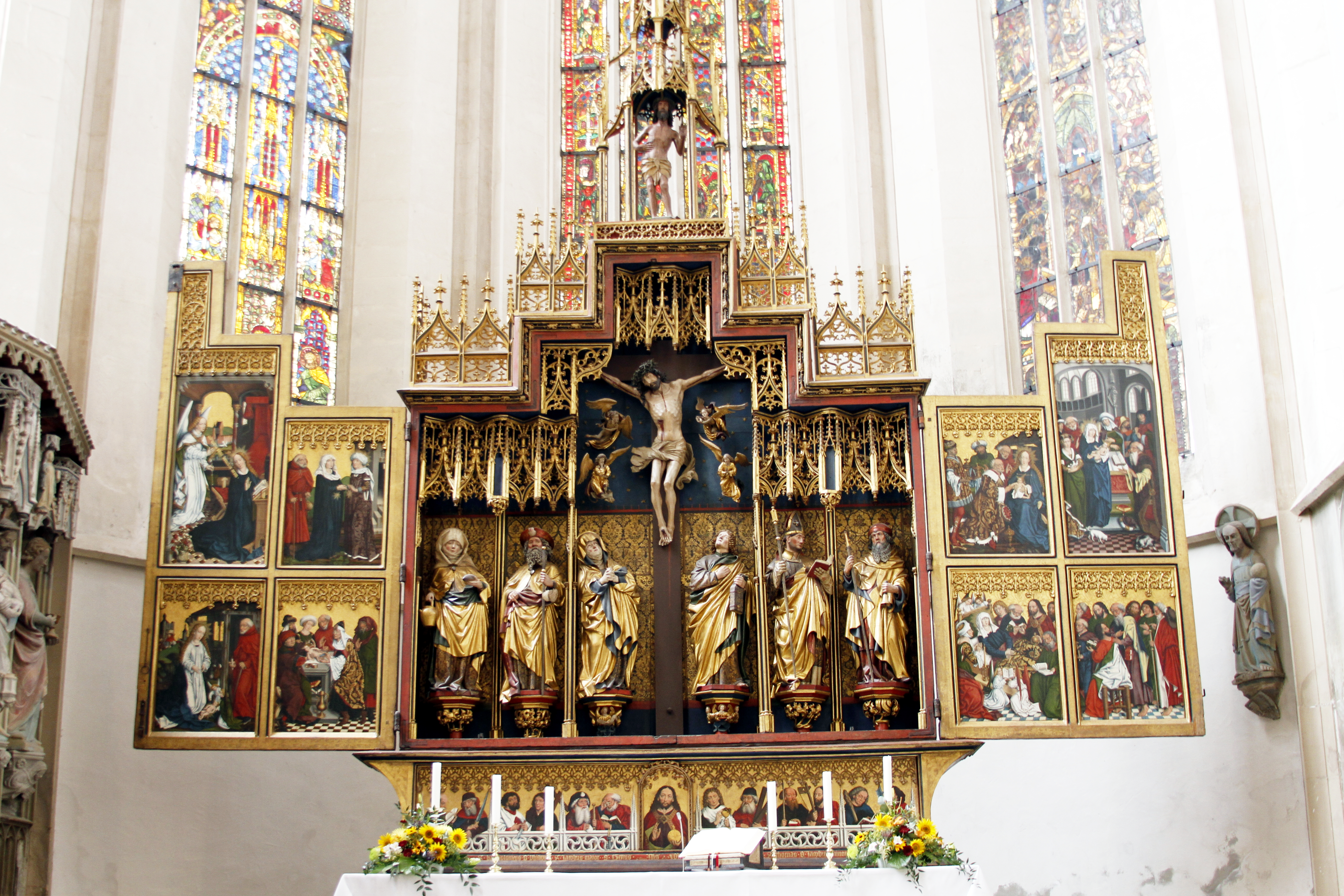
Le Retable des douze apôtres, Rothenburg ob der Tauber
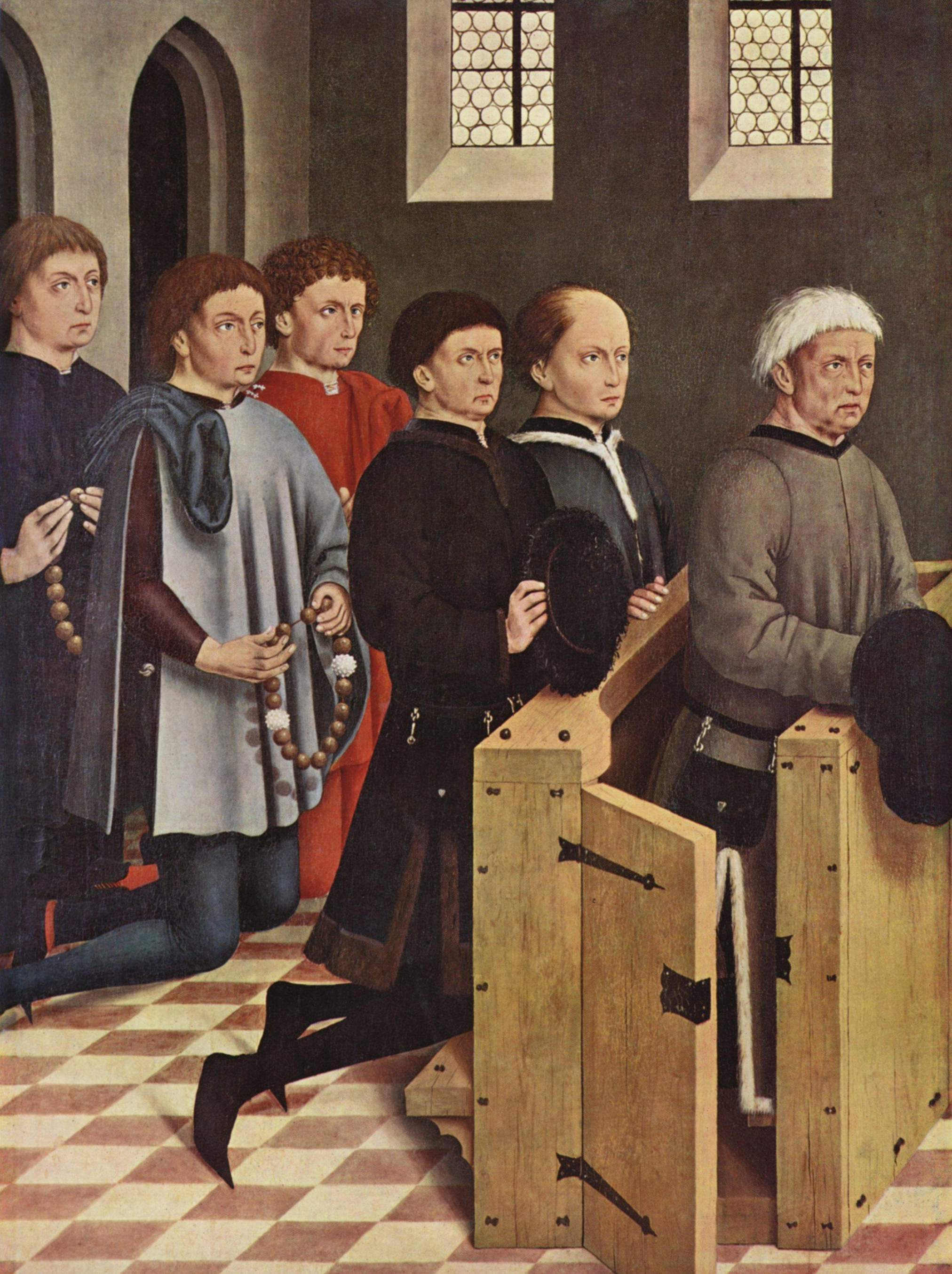
Retable de Nördlingen : le donateur Jakob Fuchsart et ses fils
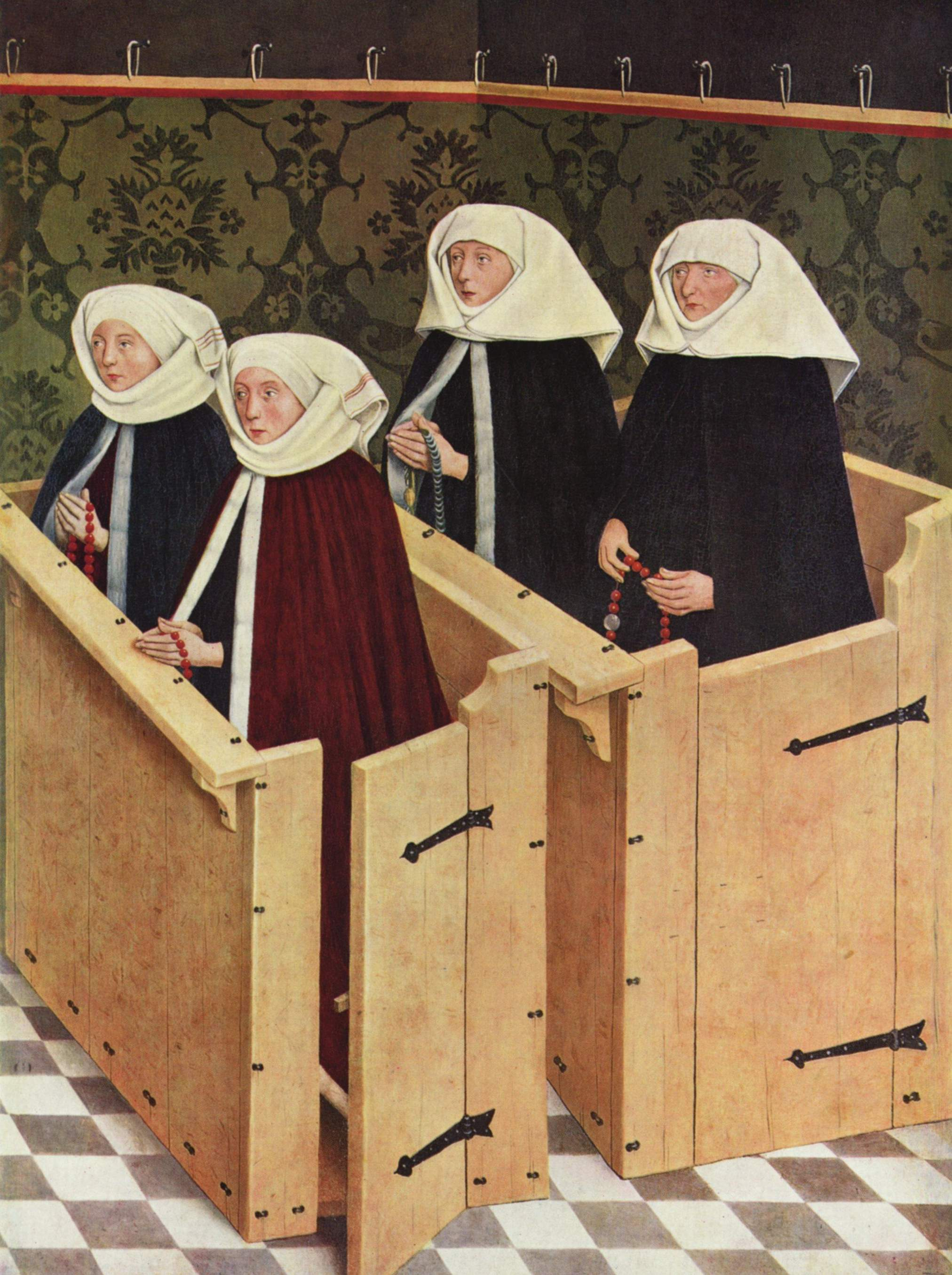
Retable de Nördlingen : l'épouse du donateur Jakob Fuchsart et ses filles
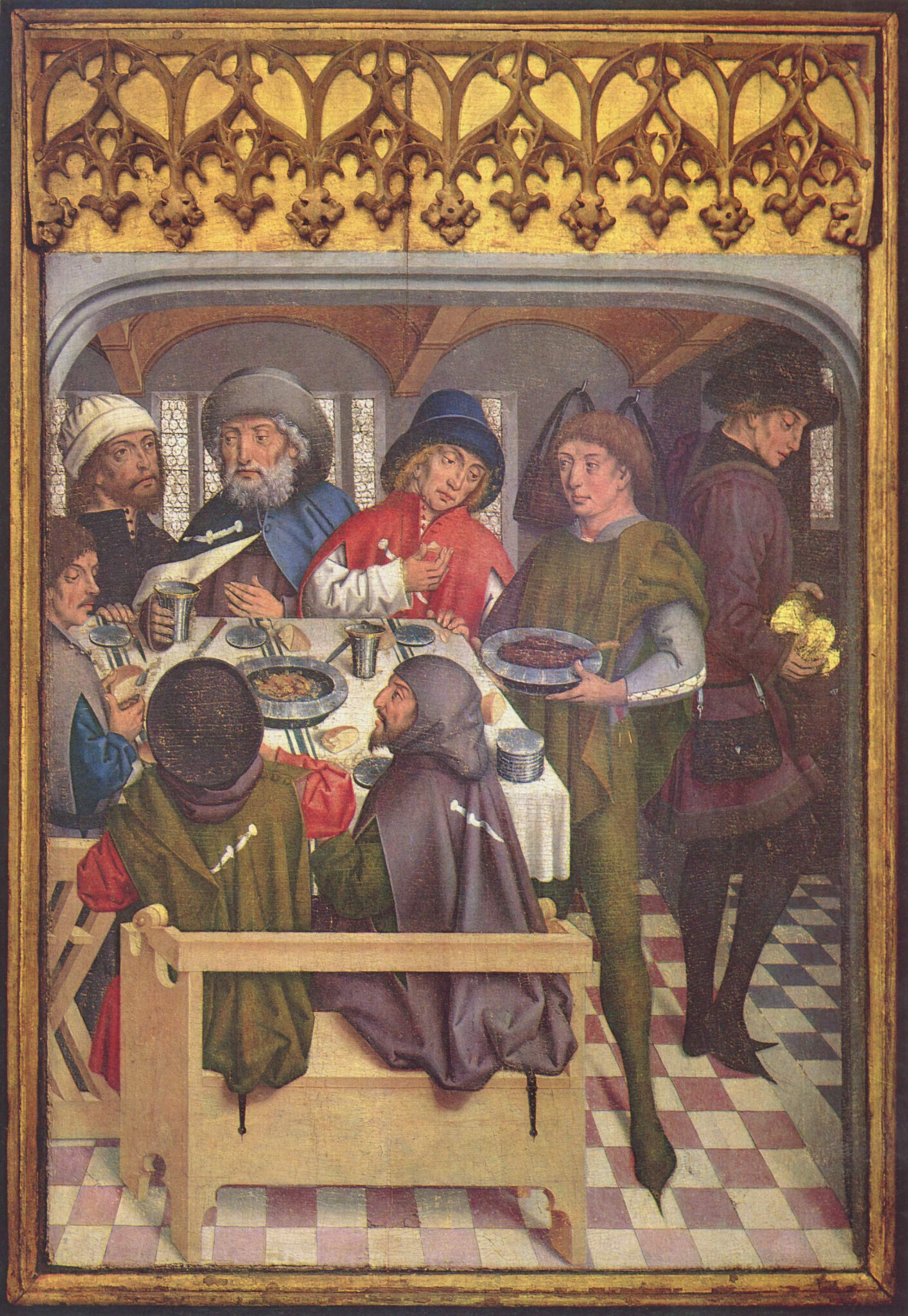
Les pèlerins de Compostelle

## Sources
- (de) Cet article est partiellement ou en totalité issu de l’article de Wikipédia en allemand intitulé « Friedrich Herlin » (voir la liste des auteurs).

- (en) Cet article est partiellement ou en totalité issu de l’article de Wikipédia en anglais intitulé « Fritz Herlen » (voir la liste des auteurs).

- Notices d'autorité :   - VIAF
  - ISNI
  - IdRef
  - LCCN
  - GND
  - NUKAT
  - WorldCat